# Хліборобський страйк на Бучаччині 1902
Хліборобський страйк на Бучаччині 1902 — масові мирні акції протесту селян Бучацького повіту під час загального страйку в Галичині.
Організатори страйкового руху 1902 року в Галичині — громадсько-політичні діячі Володимир Старосольський, Володимир Темницький, Лонгин Цегельський, представники духовенства, інтелігенції, селянства.
Акції непокори в Бучацькому повіті тривали 20 днів від 10 до 31 липня та охопили майже всі села повіту.
15 липня страйкують майже всі села, про що пише газета «Діло». Зокрема в Ліщинцях прилучилася вся двірська служба, 34 форналі і польові. Люди вимагають 6-го снопа і 2 корони денно. До Коропця і Ліщинець вислано драгунів.
16 липня «Слово Польське» подає, що в Золотому Потоці страйк охопив 7 громад. Зареквіровано військо. 
17 липня у м. Бучачі відбулася нарада страйкових селянських комітетів, де проголошено про загальний повітовий страйк. Страйкарі вимагали 8-ий сніп, 3-тю копицю сіна, 4-ту або 5-ту конюшини, квасолю і кукурудзу наполовину, збільшення оплати (влітку для чоловіків — 80, для жінок — 60, молодшим — 50—60 крейцарів, взимку для чоловіків — 40, для жінок — 30, молодшим — 15—25 крейцарів), поліпшення умов праці, нормального робочого дня (10 годин праці в літі). Пани годяться на сніп, на інші умови — ні. До міста прибув цілий перший полк уланів.
У Трибухівцях страйк закінчився переможно. Посесор Бідер платить по 65 крейцарів замість 35.
18 липня страйкують у Стінці, власник Казьо Цєнські викликав уланів.
24 липня в Коропці перебувало 30 уланів і 50 піхотинців. Арештовано страйкуючих форналів. Піхотинці також у Зеленій та Звенигороді.
26 липня в Бучачі відбулася нарада шляхтичів, які вирішили телеграфом просити намісника Кербера про військо. Того ж дня через місто проїхало 300 драгунів для присмирення страйків у Трибухівцях, Ріпинцях і Помірцях.
31 липня страйк притихає. В Монастириськах перемога. Але почався страйк в околицях Устя-Зеленого в усіх селах за винятком Луки, де власність у русина Михайла Луцького, який платив добре.
У Низьколизах посесор Мендль платив робітникам по 25 крейцарів, а коли застрайкували, то запросив з-поза села і почав платити 50 крейцарів, але своїм не хотів підвищити.
Осип Назарук разом з Анзельмом Мозлєром (тоді адвокатом у Монастириськах) на сторінках газети Służba Dworska друкував матеріали на підтримку страйку.